# Hôtel de la Caisse d'épargne d'Uzès
L’hôtel de la Caisse d’épargne est un bâtiment du début du XXe siècle situé à Uzès, en France.

## Situation et accès
L’édifice est situé au no 1 de la place Belle-Croix, au sud-ouest du centre-ville d’Uzès, et plus largement à l’est du département du Gard.

## Histoire
Le conseil d’administration de la Caisse d’épargne d’Uzès décide la construction d’un nouveau siège. Un groupe de maisons de la place Saint-Croix est acheté et démoli. Le nouvel édifice est ainsi élevé à sa place de 1908 à 1914.